# 富士モータースポーツミュージアム
富士モータースポーツミュージアム (Fuji Motorsports Museum) は、静岡県駿東郡小山町にあるモータースポーツに関する博物館である。

## 概要

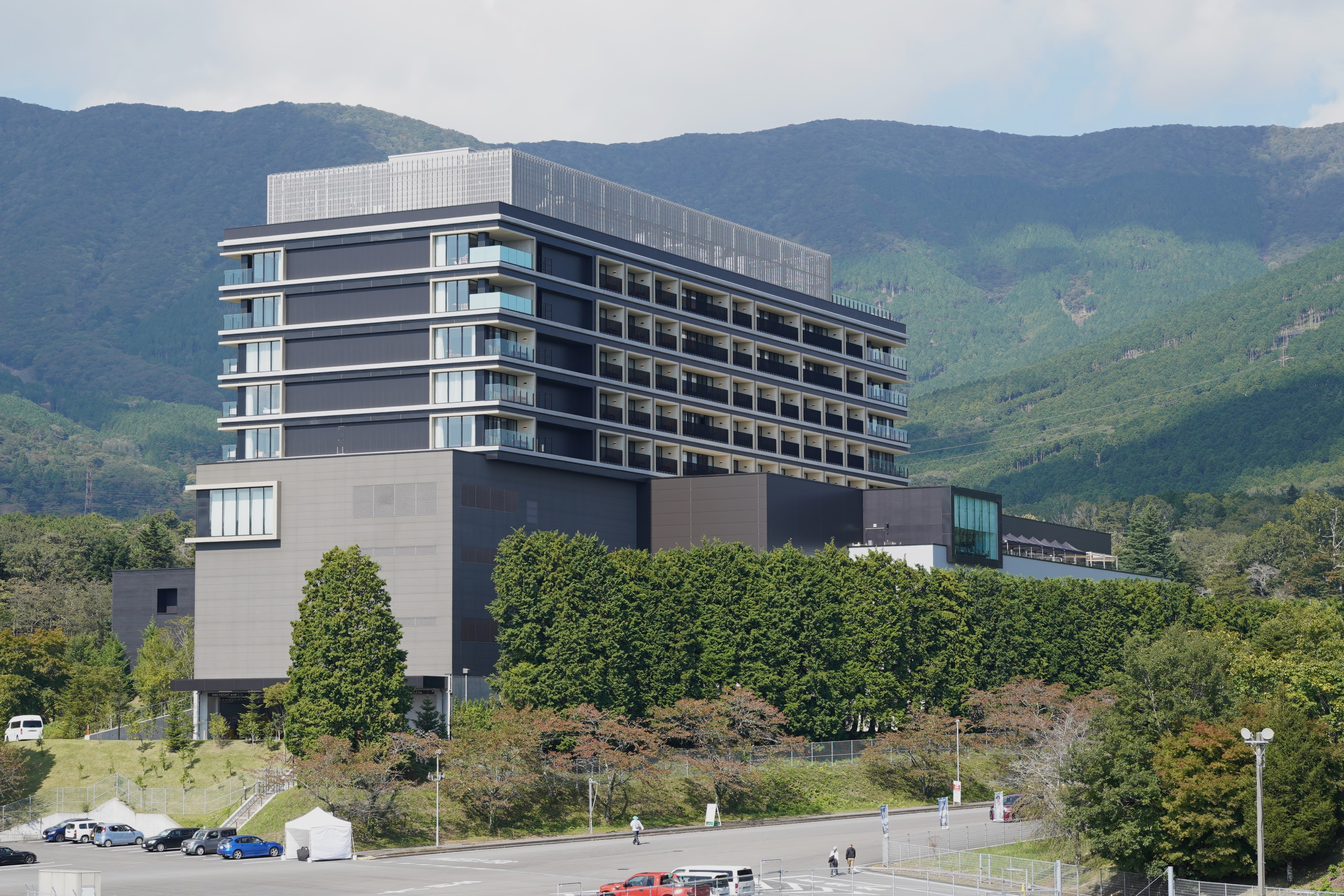
富士モータースポーツミュージアムが入居している富士スピードウェイホテルの建屋、2024年10月撮影

この博物館は、富士スピードウェイホテルに併設された施設で、同ホテル建物の1階と2階に展示施設が置かれている。ホテルは、名前の通り、日本を代表するレーシングサーキットのひとつである、富士スピードウェイに隣接し、サーキットの西隣（最終コーナーのアウト側）の敷地に所在する。
このホテルは、トヨタ不動産の経営の下、ハイアットホテルアンドリゾーツが運営を手がけており、富士モータースポーツミュージアムはトヨタ博物館の監修によるものである。トヨタグループの資本による博物館だが、展示車両はトヨタ自動車の車両に限らず、日本国内外の10社の自動車メーカーの協力で様々な車両が展示されており、自動車メーカー10社によるモータースポーツ博物館という試みは世界初だと言われている。（→#参加企業）
トヨタ博物館が以前から所蔵していた世界各国のモータースポーツ車両のいくつかも移されているため、展示されている車両のブランドは10種類を超えている。（→#主な展示車両）

### 設立の経緯
トヨタ自動車は愛知県長久手市でトヨタ博物館を運営しているが、モータースポーツ関連の車両の展示は少なく、モータースポーツ車両の展示施設を望む声が多く寄せられていた。そのため、設立の検討は長年行われていたが、同博物館では動態保存を基本としており、その一方、住宅地の近くに所在していたことから、大きなエンジン音を出すレーシングカーを展示する施設を設けることはできないという難点を抱えていた。
そんな時、トヨタグループの東和不動産（現在のトヨタ不動産）が、富士エリアに宿泊施設を作る構想を打ち出し、その宿泊施設に車両のミュージアムを併設したい意向を示したことから、この展示施設の構想が具体的に動き出した。
ホテル建物の1階と2階にモータースポーツ関連に絞った展示施設を設けることになり、構想は開館の5年ほど前（2018年頃）から進められたという。

### 展示のコンセプト
展示は15のエリアに分けられており、1番の「モータースポーツのはじまり」から始まり、ラリー、ル・マン、日本国内のモータースポーツ、アメリカ合衆国内のモータースポーツ、など、テーマごとに分けられ、モータースポーツ全体の歴史を体系的に語るものとなっている。
展示は車両だけではなく、そのテーマに関連した資料や、関係者が車両開発にかけた思いなども伝える。
展示車両について、当初はサーキットレースの車両を中心に構想されていたが、設立にあたってトヨタ自動車以外の各社の協力を得ていく過程で、ラリーや耐久レースによって量産車につながる技術と信頼性を磨いたという話が集まったため、ラリー車両を含めたものに変わっていった。
- スタッツ・ベアキャット・シリーズF
- 三菱・ランサーエボリューションIII
- マツダ・787B
- ホンダ・NSXタイプR（市販車）

## 参加企業
2022年10月の開業時点で、下記の企業・団体が展示に協力している。
- SUBARU
- エッチ・ケー・エス（HKS）
- トヨタ自動車
- 日産自動車
- 日野自動車
- ヘンリー・フォード博物館
- ポルシェ
- 本田技研工業
- マツダ
- 三菱自動車工業
- ムーンクラフト
- メルセデス・ベンツ（Mercedes-Benz AG）
- ヤマハ発動機

## 主な展示車両
(2022年10月時点)
| メーカー                       | 車両                                   | 年     | 主なドライバー                                                       | 補足                                                                                                |
| ------------------------------ | -------------------------------------- | ------ | -------------------------------------------------------------------- | --------------------------------------------------------------------------------------------------- |
| パナール・エ・ルヴァッソール   | タイプB2                               | 1899年 | -                                                                    | |
| フォード                       | 999                                    | 1902年 | ヘンリー・フォード、バーニー・オールドフィールド                     | レプリカ※。                                                                                         |
| トーマス                       | フライヤー・モデルL                    | 1909年 | -                                                                    | |
| スタッツ                       | ベアキャット・シリーズF                | 1914年 | -                                                                    | |
| サンビーム                     | グランプリ                             | 1922年 | ケネルム・リー・ギネス                                               | 1922年フランスグランプリ参戦車両（#16）。                                                           |
| ブガッティ                     | タイプ35B                              | 1926年 | -                                                                    | |
| アルファロメオ                 | 6C 1750 グランスポルト                 | 1930年 | -                                                                    | |
| ベントレー                     | 4½リットル                             | 1930年 | -                                                                    | |
| メルセデス・ベンツ             | W25                                    | 1934年 | マンフレート・フォン・ブラウヒッチュ                                 | 1934年アイフェルレンネン優勝車両・レプリカ。 「シルバーアロー」伝説の始まり。                       |
| チシタリア                     | 202C                                   | 1947年 | -                                                                    | 1948年ミッレミリア参戦車両。                                                                        |
| トヨタ自動車                   | トヨペット・レーサー                   | 1951年 | -                                                                    | レプリカ※。                                                                                         |
| 日産自動車                     | 桜号（ダットサン・210型）              | 1958年 | 三縄米吉、大家義胤、アラン・ギボンス                                 | 1958年オーストラリア一周ラリー参戦車両。                                                            |
| 本田技研工業                   | RC162                                  | 1961年 | 高橋国光                                                             | 1961年西ドイツグランプリ優勝車両。 ロードレース世界選手権における日本人初優勝。                     |
| 日野自動車                     | コンテッサ900                          | 1963年 | 立原義次                                                             | 1963年日本グランプリ・CIIIレース優勝車両。                                                          |
| ポルシェ                       | 904 カレラGTS                          | 1964年 | アントニオ・プッチ、コリン・デービス                                 | 1964年タルガ・フローリオ優勝車両。                                                                  |
| 本田技研工業                   | RA272                                  | 1965年 | リッチー・ギンサー                                                   | 1965年メキシコグランプリ優勝車両・レプリカ※。 F1における日本車初優勝。                              |
| トヨタ自動車                   | 2000GT スピードトライアル              | 1966年 | 細谷四方洋、田村三夫、福澤幸雄、津々見友彦、鮒子田寛                 | レプリカ※。                                                                                         |
| トヨタ自動車                   | 7 (474S)                               | 1969年 | 川合稔                                                               | 1969年日本カンナム優勝車両。                                                                        |
| トヨタ自動車                   | 7ターボ (578A)                         | 1970年 | 細谷四方洋、川合稔                                                   | レプリカ。                                                                                          |
| 日産自動車                     | R382                                   | 1969年 | 高橋国光、都平健二                                                   | 1969年日本グランプリ参戦車両（#23）。                                                               |
| 三菱自動車工業                 | ランサー 1600GSR                       | 1974年 | ジョギンダ・シン、デイビッド・ドイグ                                 | 1974年サファリラリー優勝車両。                                                                      |
| 日産自動車                     | バイオレットGT                         | 1981年 | シェカー・メッタ、マイク・ドウティ                                   | 1981年サファリラリー優勝車両。                                                                      |
| ムーンクラフト                 | スペシャル7（マーチ85J・ヤマハ）       | 1987年 | 鈴木亜久里                                                           | 1987年富士グランチャンピオンレース参戦車両（#55）。                                                 |
| トヨタ自動車                   | スープラ・ターボA                      | 1990年 | 小河等、関谷正徳、黒澤琢弥、舘善泰                                   | 1990年の全日本ツーリングカー選手権参戦車両（#36）・レプリカ※。                                      |
| マツダ                         | 787B                                   | 1991年 | フォルカー・ヴァイドラー、ベルトラン・ガショー、ジョニー・ハーバート | 1991年ル・マン24時間レース優勝車両・レプリカ。 ル・マン（及び世界三大レース）における日本車初優勝。 |
| オール・アメリカン・レーサーズ | イーグル・MkIII                        | 1993年 | ファン・マヌエル・ファンジオ2世                                      | 1993年IMSA GTPチャンピオン獲得車両。                                                                |
| トヨタ自動車                   | セリカ GT-FOUR（ST185）                | 1993年 | ユハ・カンクネン、ニッキー・グリスト                                 | 1993年オーストラリアラリー優勝車両。                                                                |
| 三菱自動車工業                 | ランサーエボリューションIII            | 1995年 | ケネス・エリクソン、スタファン・パーマンダー                         | 1995年オーストラリアラリー優勝車両。                                                                |
| SUBARU                         | インプレッサ555                        | 1996年 | コリン・マクレー、デレック・リンガー                                 | 1996年アクロポリスラリー優勝車両。                                                                  |
| 本田技研工業                   | NSX タイプR                            | 1996年 | -                                                                    | 市販車。                                                                                            |
| 日産自動車                     | ペンズオイル・ニスモ・スカイラインGT-R | 1998年 | 影山正美、エリック・コマス                                           | 1998年JGTCチャンピオン獲得車両。                                                                    |
| トヨタ自動車                   | GT-One（TS020）                        | 1999年 | 片山右京、土屋圭市、鈴木利男                                         | 1999年ル・マン24時間レース参戦車両（#3）。                                                          |
| 日産自動車                     | R391                                   | 1999年 | エリック・コマス、本山哲、影山正美                                   | 1999年ル・マン富士1000km優勝車両。                                                                  |
| ローラ                         | B02/00                                 | 2002年 | クリスチアーノ・ダ・マッタ                                           | 2002年CARTチャンピオン獲得車両。                                                                    |
| トヨタ自動車                   | カムリ                                 | 2008年 | カイル・ブッシュ                                                     | 2008年NASCAR第4戦アトランタ優勝車両・レプリカ※。 NASCAR最高峰シリーズにおける日本車初優勝。         |
| トヨタ自動車                   | TF109                                  | 2009年 | 小林可夢偉                                                           | 2009年アブダビグランプリ参戦車両（#10）。                                                           |
| トヨタ自動車                   | GRスープラ                             | 2019年 | 谷口信輝                                                             | HKS製・ドリフト走行用車両。                                                                         |
| 出典:                          |                                        |        |                                                                      | |

※印 これらの車両は実車（現に結果を残した個体そのもの）が現存しておらず、各社が製作した精巧なレプリカ（復元車）が展示されている。

## ギャラリー
- サンビーム・グランプリ1922
- ホンダ・RA273、左にホンダ・RC162
- ダットサン・富士号
- 日野・コンテッサ990
- 日産・R381、右にダイハツ・P-5
- ローラT93ホンダ、奥左にニューマンハースレーシング・ローラB200、奥右にトヨタ・NASCAR Camry#18
- トヨタ・TF109
- スバル・インプレッサ555
- ヤマハ・OX66エンジン

## 交通アクセス
富士スピードウェイホテル内に所在している。同ホテルは富士スピードウェイに隣接する施設なので、基本的にアクセス方法は同サーキット・西ゲートへのアクセス方法と同じだが、ホテルの入口（アクセス通路）とサーキットの入口は別になっており、ホテルへのアクセス通路は、富士スピードウェイの西ゲートに隣接して設けられている。
自動車で訪れる場合、西ゲートからサーキットに「入場」してしまうと、サーキット内からホテルの駐車場に車で進入することはできないため、注意を要する。
公共交通機関を用いる場合、アクセス通路入口までの経路は、富士スピードウェイの西ゲートへのアクセス方法に準じる。